# Gore (Québec)
Pour les articles homonymes, voir Gore.
Gore est une municipalité de canton dans Argenteuil, dans les Laurentides, au Québec (Canada). Elle comprend notamment le village de Lakefield.

## Histoire

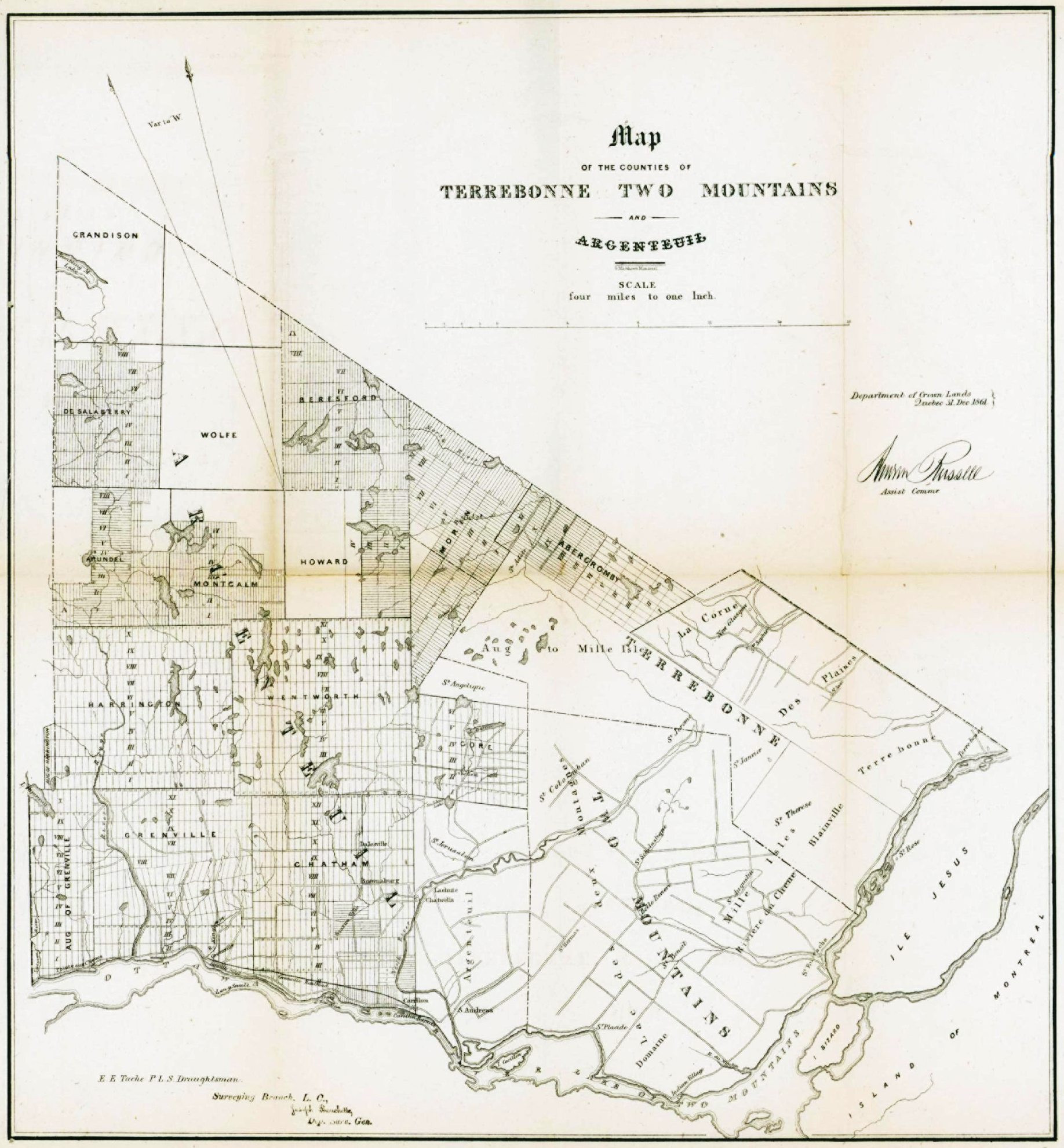
Comtés de Terrebonne, Deux-Montagnes et Argenteuil en 1861

Le toponyme de la municipalité reprend celui du canton de Gore, proclamé en 1840. Le toponyme honorerait Francis Gore (1769-1852), ancien lieutenant-gouverneur du Haut-Canada. À l'instar des premières municipalités au Québec, la municipalité de Gore est instituée une première fois en 1845, puis abolie en 1847 et rétablie en 1855. Les premiers habitants sont d'ascendance écossaise et irlandaise. La municipalité compte près de 1 000 habitants en 1853 mais plus que 800 personnes la décennie suivante. À cette époque, le canton de Gore est divisé en 6 rangs de 18 terres, comme l'illustre la carte ci-contre. En 1860, l'église anglicane de Lakefield est construite. Le bureau de poste local porte également le nom de Gore entre 1898 et 1958.

## Géographie
Gore est entourée par les municipalités de Mille-Isles au nord, Saint-Colomban à l'est, Lachute au sud, Brownsburg-Chatham au sud-ouest et Wentworth à l'ouest. Le relief est montueux et les sommets atteignent 396 mètres d'altitude. La rivière Dalesville, qui coule vers le sud-ouest, traverse le nord-ouest de la municipalité. À partir de son crénon dans le nord-ouest, la rivière de l'Est coule vers le sud. Le ruisseau Williams arrose Gore puis se jette au sud dans la rivière du Nord. Le territoire est couvert de plusieurs plans d'eau dont les lacs Barron, Solar, Evans, Hughes, Clair, Dawson et Carruthers.

## Démographie
| 1991 | 1996  | 2001  | 2006  | 2011  | 2016  | 2021  |
| ---- | ----- | ----- | ----- | ----- | ----- | ----- |
| 982  | 1 133 | 1 260 | 1 540 | 1 775 | 1 904 | 2 296 |

## Administration

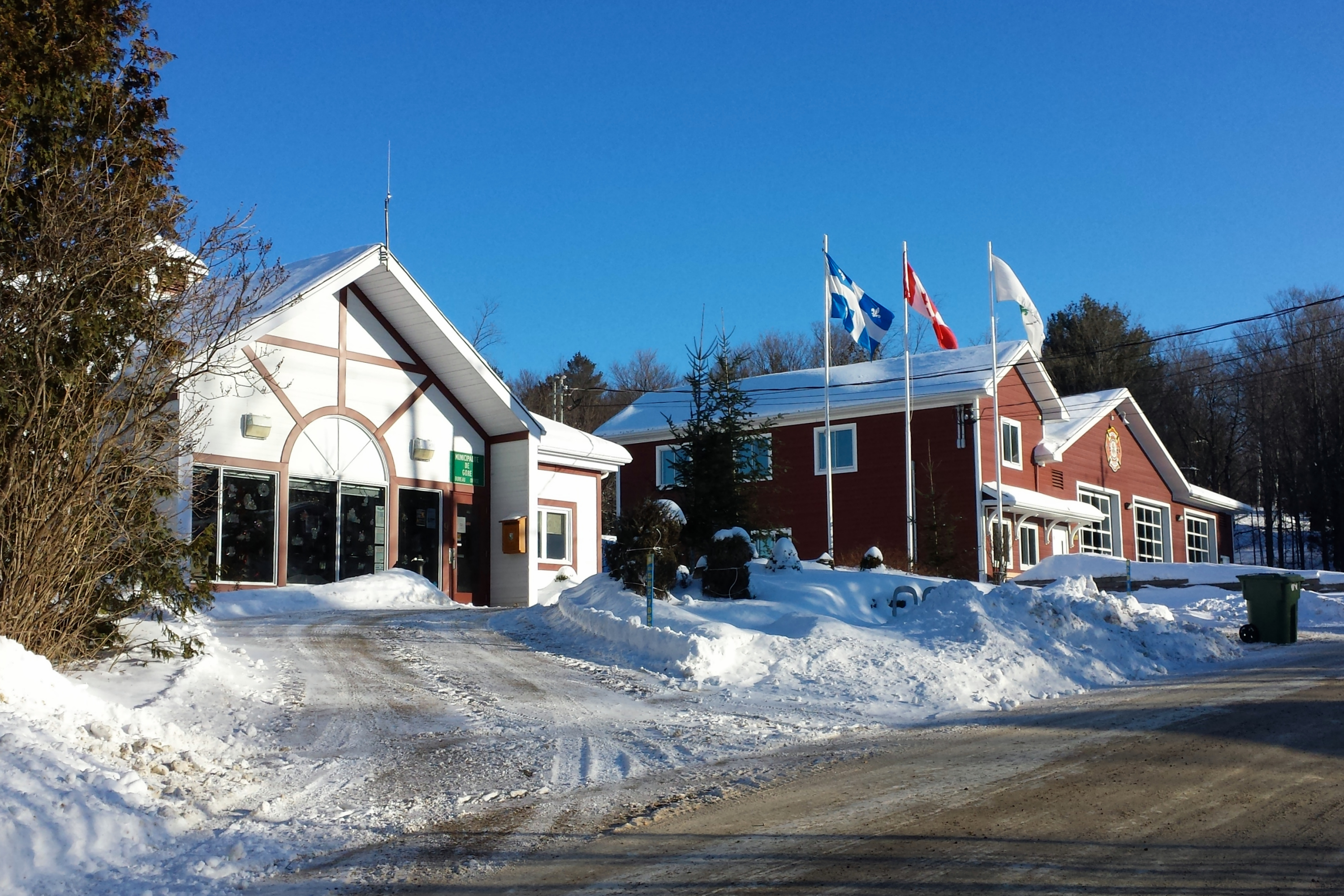
Mairie de Gore

L'élection du conseil municipal se fait en bloc et sans division territoriale. À l'élection de 2013, l'équipe du maire Scott Pearce est élue dans sa totalité. La municipalité est rattachée à la MRC d'Argenteuil et donc à la conférence régionale des élus des Laurentides. Gore fait partie de la circonscription québécoise d'Argenteuil, et de la circonscription fédérale d'Argenteuil-Mirabel.
|             | 2009-2013                                                                            | 2013-2017                                                                         |
| Maire       | Scott Pearce                                                                         | Scott Pearce                                                                      |
| Conseillers | Ghislain Bois Cécilia Gionet Anik Korosec Donald Lovegrove Donald Manconi Clark Shaw | Alain Giroux Anik Korosec Donald Manconi Anselmo Marandola Shirley Roy Clark Shaw |

| Gore Maires depuis 2001                                                                                              |              |         |          |
| Élection | Maire        | Qualité | Résultat |
| 2001 | Ron Kelly    |         | Voir     |
| 2005 | Scott Pearce |         | Voir     |
| 2009 | Scott Pearce | Voir    |          |
| 2013 | Scott Pearce | Voir    |          |
| 2017 | Scott Pearce | Voir    |          |
| 2021 | Scott Pearce | Voir    |          |
| Élection partielle en italique Depuis 2005, les élections sont simultanées dans toutes les municipalités québécoises |              |         |          |

## Urbanisme
Gore, comme la plupart des collectivités locales des Laurentides, est un centre de villégiature.

## Éducation
La Commission scolaire Sir Wilfrid Laurier administre les écoles anglophones:
- École primaire Laurentian à Lachute[10]
- École secondaire Laurentian Regional (en) à Lachute[11]